# 王公哲
王公哲（？—1649年），字邦直，福寧州霞浦縣牙城人，明朝、南明軍事人物。

## 生平
王公哲是崇禎十五年（1642年）的武舉人，次年（1643年）成武進士，隆武帝任命為御營統衛副總兵，很快升任肇慶總兵，事敗後逃回故鄉。福安進士劉中藻起兵謀求恢復明朝，他和圍嶼的武生陳慶書父子、青皓的朱世昌，與鄭成功部將時任、林奇觀、劉虎、葉瑛等人起兵響應，於赤岸橋戰敗，五十多人被殺；他前往建寧後得知劉中藻遇害，就前往白雲庵自盡。首先命令兒子王九齡、王九益飲鳩自殺，妻子馬氏，弟弟王公實、王公備，姪兒王則高、王則文等全家十多人也一同死節，到康熙年間才撿回骸骨合葬；光緒三十二年（1906年）福寧知府曹垣給與牌匾旌節。

## 引用
1. 1 2  錢海岳《南明史·卷七十八·列傳第五十四》：公哲，字邦直，福寧人。崇禎十六年武進士。隆武時官御營統衛副總兵，遷肇慶總兵，事敗歸。
2. ↑  民國《霞浦縣志·選舉》：武舉 明……崇禎壬午科 ……王公哲
3. ↑  民國《霞浦縣志·忠義》：王公哲，字邦直，牙城人，崇禎間登武榜。清兵南下，隆武徵為御營統衛副總兵，尋除肇慶提督，及事敗遁歸里。
4. ↑  錢海岳《南明史·卷七十八·列傳第五十四》：中藻兵起，與標官陳功、賴天成，武生陳慶書父子，及朱世昌以眾，合成功將時任、林奇觀、劉虎、葉瑛應之。戰赤岸橋，天書等皆死，公哲走建寧。（永曆三年）聞中藻死，自刎。子九齡、九益飲鳩死。妻馬，弟公質、公備，從子則高、則文，一門死者十餘人。
5. ↑  民國《霞浦縣志·忠義》：會福安進士劉中藻起兵恢復明社，公哲與圍嶼武生陳天書父子、青皓朱世昌等率鄉兵應之，戰於赤岸橋敗績，死者五十餘人。公哲奔建寧，聞中藻死，遂入白雲庵自盡。先命子九齡、九益飲鳩死，妻馬氏，弟公實、公備，姪則高、則文等閤門而死者又十餘人，清康熙間始拾遺骸歸而合葬。光緒丙午，太守曹垣給匾以旌一門忠節。 見王氏譜補